# Evropsko prvenstvo v hokeju na ledu 1925
Evropsko prvenstvo v hokeju na ledu 1925 je bilo deveto Evropsko prvenstvo v hokeju na ledu, ki se je odvijalo med 8. in 11. januarjem 1925 v češkoslovaških mestih Štrbské Pleso in Stary Smokovec. V konkurenci štirih reprezentanc, je zlato medaljo osvojila češkoslovaška reprezentanca, srebrno avstrijska, bronasto pa švicarska.

## Dobitniki medalj
| Zlato | Srebro | Bron |
| ČeškoslovaškaJan Peka Jaroslav Stránský Karel Pešek Karel Koželuh Josef Šroubek Jaroslav Jirkovský Josef Maleček Vilém Loos Otakar Vindyš František Lorenc Jan Hamáček Jaroslav Pušbauer | AvstrijaHerbert Brück Walter Brück Louis Goldschmied Alexander Lebselter Ulrich Lederer Alfred Revi Kurt Wollinger | ŠvicaRoberto Angi Jaques Besson Louis Defour Charles Fasel Albert Geromini Fritz Kraatz Heinrich Meng Putzi Müller Alexander Spengler |

## Tekme
| 8. januar 1925 | Švica | 1:1 | Belgija | Štrbské Pleso, Češkoslovaška |

| Poročilo tekme      | Poročilo tekme | Poročilo tekme | Poročilo tekme | Poročilo tekme |
| ------------------- | -------------- | -------------- | -------------- | -------------- |
| Začetek: ni podatka |                |                |                |                |

| 9. januar 1925 | Češkoslovaška | 3:0 | Avstrija | Štrbské Pleso, Češkoslovaška |

| Poročilo tekme      | Poročilo tekme | Poročilo tekme | Poročilo tekme | Poročilo tekme |
| ------------------- | -------------- | -------------- | -------------- | -------------- |
| Začetek: ni podatka |                |                |                |                |

| 11. januar 1925 | Češkoslovaška | 1:0 | Švica | Stary Smokovec, Češkoslovaška |

| Poročilo tekme      | Poročilo tekme | Poročilo tekme | Poročilo tekme | Poročilo tekme |
| ------------------- | -------------- | -------------- | -------------- | -------------- |
| Začetek: ni podatka |                |                |                |                |

| 11. januar 1925 | Avstrija | 2:0 | Belgija | Štrbské Pleso, Češkoslovaška |

| Poročilo tekme      | Poročilo tekme | Poročilo tekme | Poročilo tekme | Poročilo tekme |
| ------------------- | -------------- | -------------- | -------------- | -------------- |
| Začetek: ni podatka |                |                |                |                |

| 11. januar 1925 | Avstrija | 2:2 | Švica | Štrbské Pleso, Češkoslovaška |

| Poročilo tekme      | Poročilo tekme | Poročilo tekme | Poročilo tekme | Poročilo tekme |
| ------------------- | -------------- | -------------- | -------------- | -------------- |
| Začetek: ni podatka |                |                |                |                |

| 11. januar 1925 | Češkoslovaška | 6:0 | Belgija | Stary Smokovec, Češkoslovaška |

| Poročilo tekme      | Poročilo tekme | Poročilo tekme | Poročilo tekme | Poročilo tekme |
| ------------------- | -------------- | -------------- | -------------- | -------------- |
| Začetek: ni podatka |                |                |                |                |

### Končni vrstni red
OT-odigrane tekme, z-zmage, n-neodločeni izidi, P-porazi, DG-doseženo goli, PG-prejeti goli, GR-gol razlika, T-točke.
| #  | Reprezentanca | OT | Z | N | P | DG | PG | GR  | T |
| -- | ------------- | -- | - | - | - | -- | -- | --- | - |
| 1. | Češkoslovaška | 3  | 3 | 0 | 0 | 10 | 0  | +10 | 6 |
| 2. | Avstrija      | 3  | 1 | 1 | 1 | 4  | 5  | -1  | 3 |
| 3. | Švica         | 3  | 0 | 2 | 1 | 3  | 4  | -1  | 2 |
| 4. | Belgija       | 3  | 0 | 1 | 2 | 1  | 9  | -8  | 1 |

Najboljši strelec
- Josef Maleček, 5 golov